# Povo Hamer

Os Hamer (também chamados de Hamar) são uma tribo que vive no sul da Etiópia, a este do Rio Omo, na Região das Nações, Nacionalidades e Povos do Sul. Em 2007, o censo relatou 46.532 pessoas neste grupo étnico, dos quais 957 viviam em zonas urbanas. Este povo fala a língua hamer.

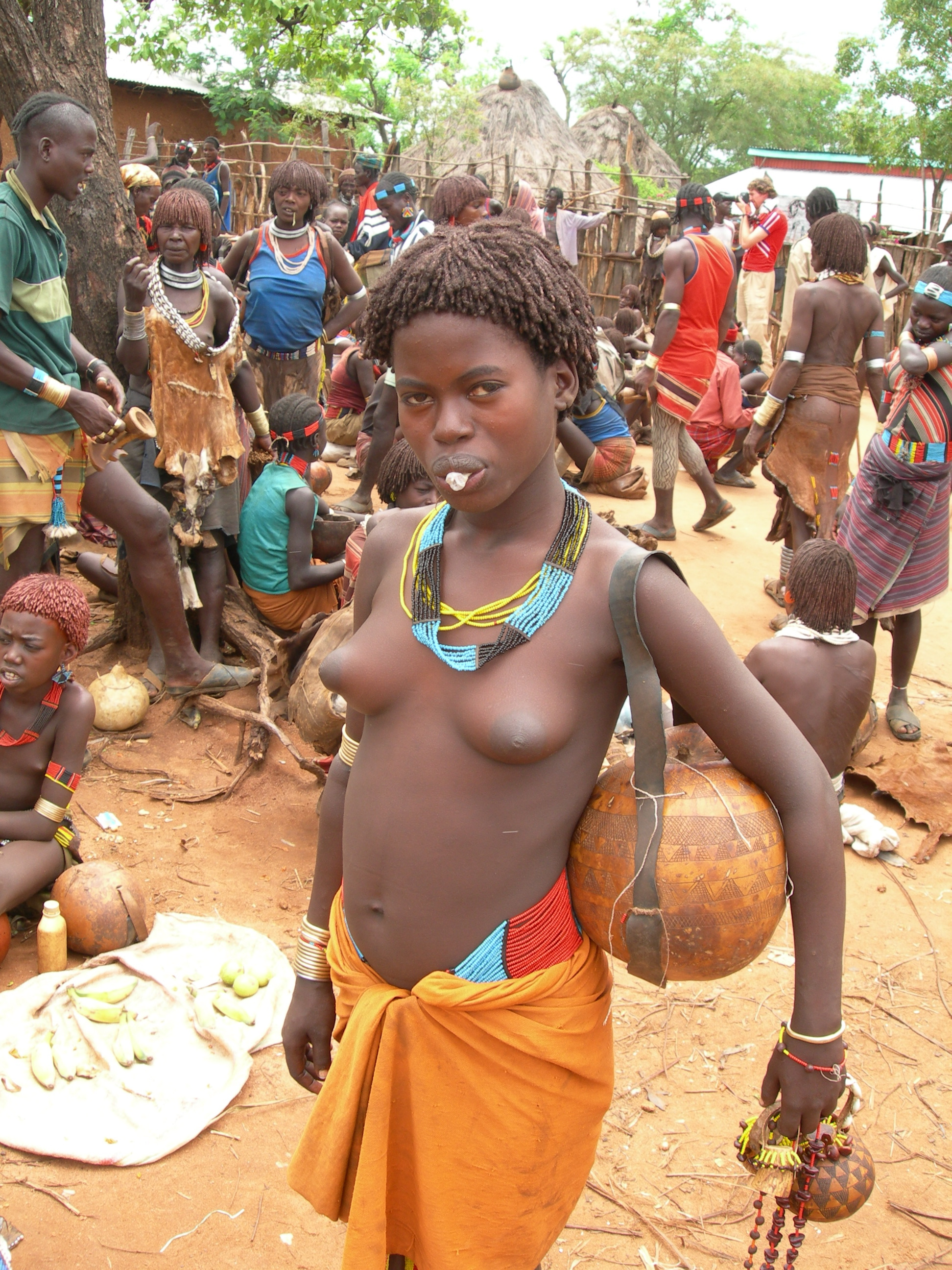
Pessoas da etnia Hamer num mercado.

Foi uma das tribos onde os famosos programas Perdidos na Tribo (versão portuguesa e versão brasileira) foram gravados.